# Bauria
Bauria es un género extinto de terápsido terocéfalo que vivió a comienzos del Triásico, hace unos 235 millones de años. Sus restos fósiles han sido hallados en Sudáfrica. Se trata de un representante altamente especializado del grupo de los terocéfalos, que prosperaron del Pérmico Superior al Triásico Inferior, sobre todo en Sudáfrica.

## Descripción
Bauria pertenece al grupo de los baurioideos que incluye terocéfalos evolucionados y principalmente herbívoros. Tenía una constitución ligera. El cráneo tiene numerosas características propias de los mamíferos, como un paladar secundario que separa los tractos alimenticio y respiratorio, dientes especializados en incisivos, caninos y molares, un hueso principal en la mandíbula, el dentario, con los otros huesos mandibulares reducidos. Su dentición es propia de un animal que se alimente de vegetales, con dientes aplanados, molariformes, en la parte posterior de la mandíbula; el cráneo y los incisivos, no obstante, tenían forma puntiaguda, lo que denota su ascendencia predadora. Probablemente se alimentaba tanto de vegetales como de pequeños invertebrados.

## Controversia
Algunas reconstrucciones lo representan como un animal similar a un perro con la cola corta, recubierto de pelo. En realidad, no hay ninguna prueba de que Bauria tuviese pelo. A pesar de ser anatómicamente muy similar a los primeros mamíferos, Bauria no es un antepasado de los mismos, sino que pertenece a una rama lateral del árbol evolutivo mamaliano.[cita requerida]

## Galería

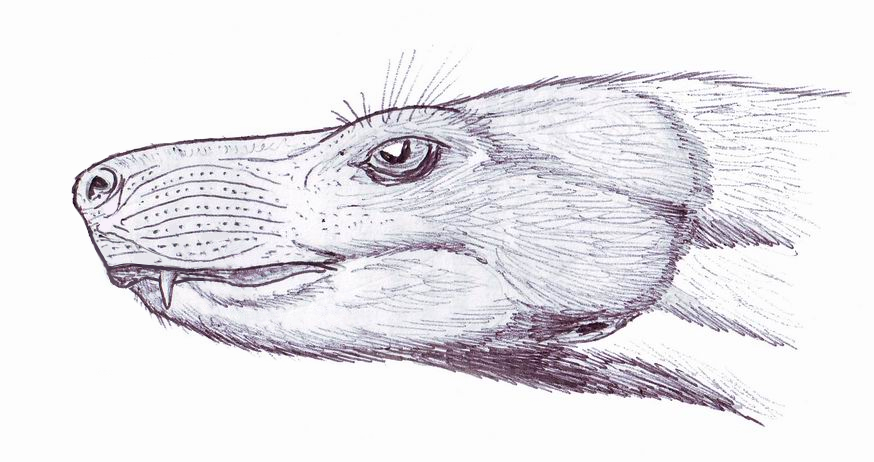
Una reconstrucción muy "mamaliana" de la cabeza de Bauria cynops
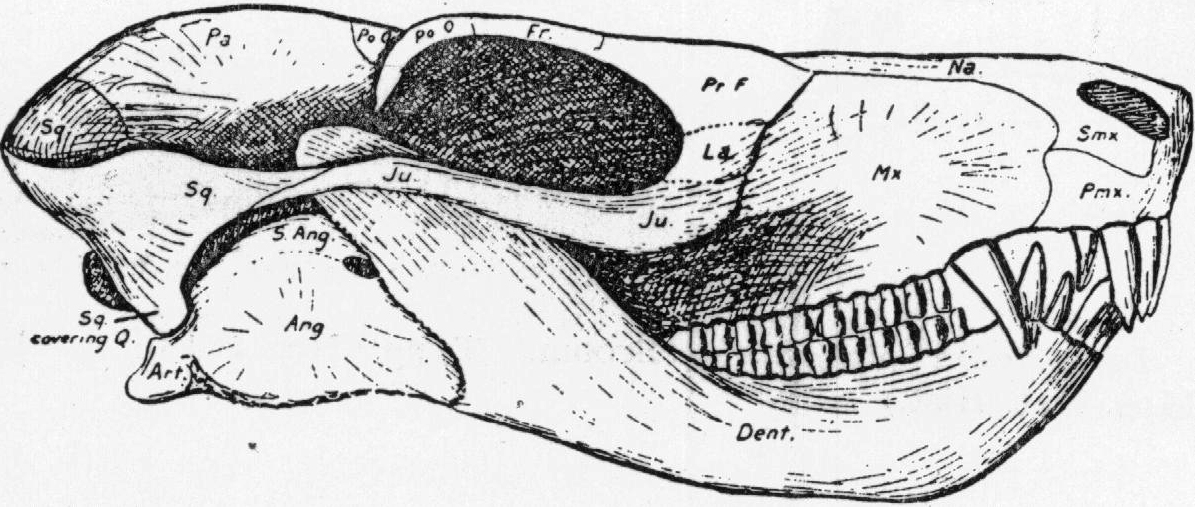
Reconstrucción del cráneo de Bauria cynops, espécimen 5622